# ティム・ウェレンス
ティム・ウェレンス（Tim Wellens、1991年5月10日 - ）は、ベルギー、リンブルフ州シント＝トロイデン出身の自転車競技（ロードレース）選手。

## 経歴
MTBクロスカントリーからロードに転向する。
2012年、ロット・ベリソルにてプロキャリアスタート。
2014年、エネコ・ツアーにてビッグネームを振り切って目標としていた区間優勝を挙げ、さらに総合首位に立った。翌日の最終日を危なげなく終え、総合優勝を獲得。キャリア最大の勝利となった。
2015年、ディフェンディングチャンピオンとして出場したエネコ・ツアーにて、区間優勝、総合優勝を獲得。続く、グランプリ・シクリスト・ド・モンレアルでも優勝し、ワンデーレースでの強さも見せた。
2016年、ジロ・デ・イタリア最初の山岳ステージにて優勝。グランツール初勝利を飾る。
2017年、ツアー・オブ・広西の初代総合優勝者となる。

## 主な戦績

### 2012年
- シルキュイ・デ・アルダンヌ ヤングライダー賞

### 2014年
- ベルギー選手権 2位（個人タイムトライアル）
- エネコ・ツアー 総合優勝、区間優勝（第6ステージ）

### 2015年
- エネコ・ツアー 総合優勝、区間優勝（第6ステージ）
- グランプリ・シクリスト・ド・モンレアル 優勝

### 2016年
- パリ～ニース 区間優勝（第7ステージ）
- ジロ・デ・イタリア 区間優勝（第6ステージ）
- ベルギー選手権 2位（ロードレース）
- ツール・ド・ポローニュ 総合優勝、山岳賞、区間優勝（第5ステージ）

### 2017年
- トロフェオ・セラ・デ・トラムンタナ　優勝
- トロフェオ・アンドラッチ 〜 ミラドール・デス・コロメール　優勝
- ブエルタ・ア・アンダルシア　区間優勝（第5ステージ）
- ストラーデ・ビアンケ　3位
- ビンクバンク・ツアー　総合2位（第6ステージ優勝）
- ツアー・オブ・広西  総合優勝、区間優勝（第4ステージ）

### 2018年
- トロフェオ・セラ・デ・トラムンタナ　優勝
- ブエルタ・ア・アンダルシア　総合優勝（第4ステージ優勝）
- パリ～ニース　ポイント賞
- ブラバンツ・パイル　優勝
- ジロ・デ・イタリア　区間優勝（第4ステージ）
- ツール・ド・ワロニー　総合優勝（第2ステージ優勝）
- ビンクバンク・ツアー　総合3位
- ブルターニュ・クラシック　3位

### 2019年
- トロフェオ・セラ・デ・トラムンタナ　優勝
- ブエルタ・ア・アンダルシア　ポイント賞、区間優勝（第1,3(ITT)ステージ）
- オムロープ・ヘット・ニウスブラット　3位
- バロワーズ・ベルギー・ツアー　区間優勝（第3ステージ・個人タイムトライアル）
- ビンクバンク・ツアー　区間優勝（第4ステージ）

### 2020年
- ブエルタ・ア・エスパーニャ 区間優勝（第5、14ステージ）

### 2021年
- エトワール・ド・ベセージュ  総合優勝（第3ステージ優勝）

### 2022年
- トロフェオ・セラ・デ・トラムンタナ　優勝
- ツール・デ・ザルプ＝マリティーム・エ・デュ・ヴァール 区間優勝（第2ステージ）

### 2023年
- ブエルタ・ア・アンダルシア　区間優勝（第3ステージ）
- レネウィ・ツアー  総合優勝

### 2024年
- ベルギー選手権 優勝（個人タイムトライアル）
- ツール・ド・ポローニュ 区間優勝（第2ステージ・個人タイムトライアル）
- レネウィ・ツアー  総合優勝

### 2025年
- ベルギー選手権 優勝（個人ロードレース）
- ツール・ド・フランス 区間優勝（第15ステージ）